# البلازما الجرثومية

نظرية البلازما الجرثومية لأوغست وايزمان عام 1892. المادة الوراثية ، البلازما الجرثومية ، تنتقل فقط عن طريق الغدد التناسلية. تتطور الخلايا الجسدية (في الجسم) من جديد في كل جيل من البلازما الجرثومية.

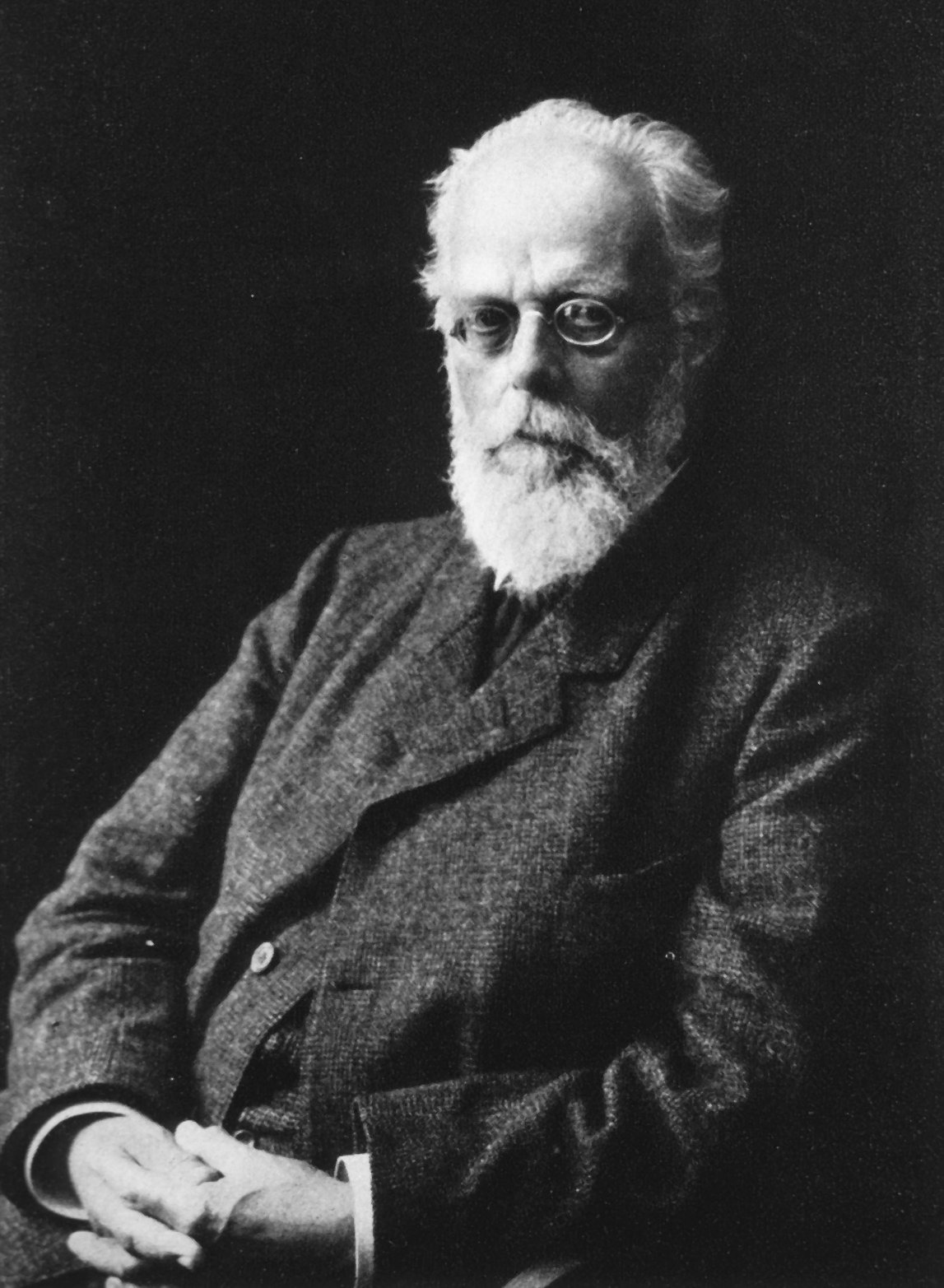
اقترح أوغست وايزمان نظرية البلازما الجرثومية في القرن التاسع عشر ، قبل تأسيس علم الوراثة الحديث.

البلازما الجرثومية أو الجِبلة الجُرثومية (بالألمانية: Keimplasma)‏ هو مفهوم علم أحياء طوره عالم الأحياء الألماني أوغست وايزمان في القرن التاسع عشر. فهي تنص على أن المعلومات الموروثة تنتقل فقط بواسطة الخلايا الجرثومية في الغدد التناسلية (المبيضين والخصيتين) ، وليس بواسطة الخلايا الجسدية . وتسمى الفكرة ذات الصلة بأن المعلومات لا يمكن أن تمر من الخلايا الجسدية إلى الخط الجرثومي ، على عكس لاماركية ، تسمى حاجز وايزمان . كانت هذه النظرية إلى حد ما تتوقع تطور علم الوراثة الحديث.

## التاريخ
تم استخدام مصطلح Keimplasma (germ plasm ) لأول مرة من قبل عالم الأحياء الألماني أوغست وايزمان، وتم وصفه في كتابه Das Keimplasma: eine Theorie der Vererbung ( بلازما الجرثومة: نظرية الوراثة) عام 1892.  وتشير نظريته إلى إن الكائنات الحية المتعددة الخلايا تتكون من خلايا جرثومية تحتوي على معلومات الوراثية وتنقلها ، وخلايا جسدية تؤدي وظائف جسدية عادية. في نظرية البلازما الجرثومية ، لا تحدث الوراثة في كائن حي متعدد الخلايا إلا عن طريق الخلايا الجرثومية: الأمشاج ، مثل خلايا البويضة وخلايا الحيوانات المنوية. لا تعمل خلايا الجسم الأخرى كعوامل وراثية. التأثير أحادي الاتجاه: هو عبارة عن الخلايا الجرثومية في اتجاه واحد تنتج خلايا جسدية ، والمزيد من الخلايا الجرثومية ؛ لا تتأثر الخلايا الجرثومية بأي شيء تتعلمه الخلايا الجسمية أو أي قدرة يكتسبها الجسم خلال حياته. للمعلومات الجينية لا يمكن أن تنتقل من سوما إلى البلازما الجرثومية وإلى الجيل التالي. يشار إلى هذا باسم حاجز وايزمان .  هذه الفكرة ، إن كانت صحيحة ، تستبعد وراثة الخصائص المكتسبة كما اقترح جان بابتيست لامارك والتي تنطوي عليها نظرية التكاثر الشامل للميراث لتشارلز داروين .  ومع ذلك ، فإن القراءة المتأنية لعمل وايزمان على امتداد كامل أعماله تظهر أنه كان لديه وجهات نظر مختلفة بعض الشيء ، مصراً ، مثل داروين ، على أن البيئة المتغيرة كانت ضرورية لإحداث تغيير في المادة الوراثية. 
كان الجزء من نظرية وايزمان التي أثبت أنها الأكثر عرضة للخطر هو فكرته بأن البلازما الجرثومية ( الجينات بشكل فعال) قد تم تقليلها على التوالي أثناء انقسام الخلايا الجسمية. ومع تطور علم الوراثة الحديث ، بات من الواضح أن هذه الفكرة كانت خاطئة في أغلب الحالات.  حالات مثل دوللي (النعجة المستنسخة الشهيرة) التي أثبتت ، عن طريق نقل نواة الخلية الجسدية ، أن الخلايا البالغة تحتفظ بمجموعة كاملة من المعلومات - على عكس الفقدان التدريجي المتزايد للمعلومات الجينية الذي حدده وايزمان - مما جعل هذا الجانب من نظرية وايزمان يستريح. قاعدة عامة لتطور الميتازوان. ومع ذلك ، فإن المعلومات الجينية تفقد بسهولة بسبب الخلايا الجسمية في بعض مجموعات الحيوانات من خلال معالجة الجينوم الجسمي . وأفضل مثال معروف على ذلك هو الديدان الخيطية ، التي وصفها ثيودور بوفيري على إنها ظاهرة تناقص الكروماتين لأول مرة في عام 1887. 
وكانت الفكرة متوقعة إلى حد ما في مقال نشره فرانسيس جالتون في عام 1865 في مجلة ماكميلان ، والذي حدد نسخة ضعيفة من المفهوم. وفي عام 1889 كتب وايزمان ليقر بأنه «لقد كشفت في ورقتك عن فكرة في نقطة أساسية تقريبًا متحالفة مع الفكرة الرئيسية الواردة في نظريتي عن استمرارية البلازما الجرثومية». 

## منظر حديث
ولا تزال فكرة حاجز وايزمان ، وهي أن التغييرات التي يتم الحصول عليها خلال حياة الكائن الحي لا يمكن أن تؤثر على ذريته ، المقبولة على نطاق واسع. ولقد امتد هذا إلى المصطلحات الجزيئية باعتباره العقيدة المركزية للبيولوجيا الجزيئية ، والذي يؤكد أن المعلومات المكتوبة في هيئة بروتينات لا يمكن تغذيتها مرة أخرى في معلومات قابلة للانتقال جينيًا والمشفرة في الأحماض النووية . 
ومع ذلك ، فإن مفهوم وايزمانيان بأن الخلايا الجرثومية لا تتأثر بالخلايا الجسمية أو بيئتها يثبت أنها ليست مطلقة. يتأثر التعديل الكيميائي لقواعد النوكليوتيدات التي تشكل الجينات الوراثية مثل الميثيل للسيتوزينات بإضافة إلى التعديلات الهستونات التي يتم تنظيم الحمض النووي حولها في ترتيب أعلى الهياكل الأيضية والفسيولوجية للكائن الحي وفي بعض الحالات يمكن أن تكون وراثي. تسمى هذه التغييرات بالتخلق اللاجيني لأنها لا تغير تسلسل النيوكليوتيدات. 

## الروابط الخارجية
- "Germ-Plasm" . New International Encyclopedia. 1906. {{استشهاد بموسوعة}}: يحتوي الاستشهاد على وسيط غير معروف وفارغs: |HIDE_PARAMETER15=، |HIDE_PARAMETER13=، |HIDE_PARAMETER2=، |HIDE_PARAMETER21=، |HIDE_PARAMETER32=، |HIDE_PARAMETER30=، |HIDE_PARAMETER29=، |HIDE_PARAMETER14=، |HIDE_PARAMETER17=، |HIDE_PARAMETER20=، |HIDE_PARAMETER5=، |HIDE_PARAMETER19=، |HIDE_PARAMETER26=، |HIDE_PARAMETER3=، |HIDE_PARAMETER16=، |HIDE_PARAMETER4=، |HIDE_PARAMETER10=، |HIDE_PARAMETER25=، |HIDE_PARAMETER33=، |HIDE_PARAMETER31=، |HIDE_PARAMETER18=، |HIDE_PARAMETER24=، |HIDE_PARAMETER22=، |HIDE_PARAMETER11=، |HIDE_PARAMETER1=، |HIDE_PARAMETER23=، |HIDE_PARAMETER28=، |HIDE_PARAMETER27=، و|HIDE_PARAMETER12= (مساعدة)